# Quint Antoni Balb
Quint Antoni Balb (Quintus Antonius Balbus) va ser un magistrat romà. És probablement la mateixa persona que és esmentada amb el nom de Quint Antoni, com a pretor (o més correctament propretor) a Sicília el 82 aC, el qual va ser mort per Luci Marci Filip, llegat de Luci Corneli Sul·la.